# Кондратов, Анатолий Николаевич
Анатолий Николаевич Кондратов (20 ноября 1903 года, Киев — 20 июня 1978 года, Москва) — советский военный деятель, разведчик. Генерал-майор (1943).

## Начальная биография
Анатолий Николаевич Кондратов родился 20 ноября 1903 года в Киеве.

## Военная служба

### Гражданская война
В марте 1919 года был призван в ряды РККА и направлен красноармейцем в 1-й Петроградский полк особого назначения, в феврале 1920 года — в отряде особого назначения при штабе 2-й армии, а в июне 1921 года — в отряд особого назначения при Гуляйпольском ВЧК. В составе данных воинских формирований Кондратов принимал участие в боевых действиях на Южном фронте, а также против повстанцев на Украине.

### Межвоенное время
В марте 1922 года был направлен на учёбу на 61-е Мариупольские курсы комсостава, а затем в Одесскую военную пехотную школу, после окончания которой в августе 1925 года был направлен в 15-ю стрелковую дивизию (Украинский военный округ), где служил на должностях командира взвода 45-го стрелкового полка, помощника командира батареи и начальника химической службы 15-го артиллерийского полка, временно исполняющего должность начальника химической службы дивизии. С октября 1931 года служил на должностях помощника командира, командира и политрука учебной батареи в составе 55-го артиллерийского дивизиона.
В мае 1935 года Кондратьев был направлен для обучения на Специальный факультет Военной академии РККА имени М. В. Фрунзе, после окончания которого остался служить в этой академии на должностях начальника 2-го и 3-го Специального факультета.
В июне 1940 года был назначен на должность начальника отдела кадров 5-го управления РККА, а 14 июня 1941 года — на должность помощник начальника управления — начальника отдела кадров Разведывательного управления Генштаба Красной Армии.

### Великая Отечественная война
С началом войны Кондратов находился на прежней должности.
В феврале 1942 года был назначен на должность помощника начальника управления — начальника отдела кадров Главного Разведывательного управления Генштаба Красной Армии, в мае — на должность начальника Высшей школы Генерального Штаба Красной Армии, в июне 1943 года — на должность начальника штаба, а с июля исполнял должность командира 72-го стрелкового корпуса, который принимал участие в ходе Спас-Деменской наступательной операции. В июле 1944 года генерал-майор Кондратов был ранен и направлен в госпиталь и после излечения вернулся на прежнюю должность, после чего принимал участие в ходе Белорусской наступательной операции, освобождении Витебска, Вильнюса и Каунас, а также в форсировании рек Березина, Вилия, Неман.
С сентября 1944 года состоял в распоряжении Главного Разведывательного управления Генштаба, после чего в октябре был назначен на должность начальника отдела этого управления, а в январе 1945 года — на должность начальника военного отдела Союзной Контрольной комиссии в Венгрии.

### Послевоенная карьера
После окончания войны Кондратов находился на прежней должности.
В июне 1947 года был назначен на должность начальника штаба Союзной Контрольной комиссии в Венгрии, в декабре 1947 года был переведён в Главное управление кадров ВС СССР и был назначен на должность начальника Инспекции Главного управления кадров, в апреле 1949 года — на должность заместителя начальника Управления общевойсковых кадров, в апреле 1950 года — на должность начальника 3-го, а в августе — 2-го управлений, в апреле 1953 года — на должность заместителя начальника 1-го управления, а в сентябре 1954 года — на должность помощник начальника 10-го управления Генштаба по кадрам — начальника 5-го отдела.
Генерал-майор Анатолий Николаевич Кондратов в сентябре 1956 года вышел в запас. Умер 20 июня 1978 года в Москве. Похоронен на Перловском кладбище.

## Награды
- Орден Ленина;
- Три ордена Красного Знамени;
- Орден Кутузова 2 степени;
- Орден Богдана Хмельницкого 2 степени;
- Орден Красной Звезды;
- Орден «Знак Почёта»;
- Медали;
- Иностранные награды.